# Andrzej Kuśniewicz
Andrzej Kuśniewicz (n. 30 noiembrie 1904, Kovînîci, Raionul Sambir, Liov, Regiunea Liov, Ucraina – d. 15 mai 1993, Varșovia, Polonia) a fost un scriitor, poet, eseist, publicist, redactor și diplomat polonez. 

## Proză
- 1961 - Corupția
- 1963 - Eroica
- 1964 - În drum spre Corint
- 1970 - Regele celor două Sicilii
- 1971 - Zone
- 1973 - Starea de imponderabilitate
- 1975 - Al treilea regat
- 1977 - Lecția de limbă moartă
- 1980 - Vitraliu